# Marcin Różalski
Marcin Różalski (ur. 29 lipca 1978 w Płocku) – polski zawodowy kick-bokser, zawodnik muay thai i mieszanych sztuk walki (MMA) wagi ciężkiej, mistrz świata organizacji ISKA z 2007 i WKA z 2008 w formule K-1. Były międzynarodowy mistrz KSW wagi ciężkiej z 2017 roku.

## Kariera w kick-boxingu
Jako amator był wielokrotnym medalistą mistrzostw Polski i Europy. W 2004 roku rozpoczął zawodowe starty w K-1, dochodząc do półfinału pierwszego Grand Prix Polski w tejże formule. 25 października 2004, przegrał w Paryżu, z wielokrotnym mistrzem świata i Europy w boksie tajskim Cheickiem Kongo przez TKO w 3. rundzie. 18 grudnia 2004 roku, na gali K-1 MAX Spain 2004, w hiszpańskiej Guadalajarze, wygrał przez TKO z zawodnikiem gospodarzy Damianem Garcią.
27 lutego 2005 przegrał na punkty z Przemysławem Saletą, natomiast w październiku tego samego roku został zawodowym mistrzem Polski w boksie tajskim, nokautując Krzysztofa Misiaczyka w 2. rundzie.
17 lutego 2006 doszedł do finału turnieju K-1 European League w Budapeszcie, jednak nie wystąpił w nim z powodu kontuzji, której nabawił się w wygranym, półfinałowym starciu z Ante Varnicą. Na początku marca tego samego roku, wygrał drugą edycję Grand Prix Polski, pokonując wszystkich rywali przed czasem, w tym Rafała Petertila w finałowej walce.
13 maja 2006 pokonał amerykańskiego zawodnika Ricka Roufusa jednogłośnie na punkty. W kwietniu 2007 roku, przegrał z Białorusinem Siarhiejem Hurem, odpadając z turnieju K-1 Italy Oktagon.
3 marca 2007 podczas gali Angels of Fire w Płocku, zdobył zawodowe mistrzostwo świata federacji ISKA (zasady orientalne / K-1). W walce o tytuł pokonał przez techniczny nokaut Turka Yahayę Gulaya.
9 czerwca 2007, przegrał w finale K-1 Poland Grand Prix z Łukaszem Jaroszem przez TKO w drugiej rundzie przez niskie kopnięcia.
8 marca 2008 (Angels of Fire III) został drugi raz w zawodowej karierze mistrzem świata, tym razem organizacji WKA w formule K-1. Tym razem pokonał po 5 rundach przez decyzję sędziów obrońcę tytułu, reprezentującego Szwajcarię Mitata Tahirsylaja.
W maju 2009 roku po raz pierwszy wystąpił w oficjalnym turnieju prestiżowej organizacji K-1, zaliczanym do cyklu World GP − K-1 World Grand Prix 2009 w Łodzi. W ćwierćfinale znokautował specjalistę taekwondo, Koreańczyka Park Yong-soo, jednak musiał się później wycofać z udziału w półfinale z powodu kontuzji ręki.
W listopadzie 2017 roku zakończył współpracę z KSW, wiążąc się z organizacją DSF Kickboxing Challenge, gdzie po prawie dziewięciu latach powróci do startów w kickboxingu.
13 kwietnia 2018 na gali DSF Kickboxing Challenge 14 w Warszawie, zrewanżował się po latach Peterowi Grahamowi za porażkę na zasadach MMA 2014 roku z gali KSW 28.
18 czerwca 2022 podczas gali KSW 71: Ziółkowski vs. Rajewski przegrał przez TKO (cztery nokdauny) w drugiej rundzie z doświadczonym Errolem Zimmermanem. Pojedynek odbył się na zasadach K-1, jednak w małych rękawicach.
11 października 2024 podczas walki wieczoru wydarzenia Strike King 3 w Piotrkowie Trybunalskim zmierzył się z Mariuszem Wachem. O wyniku walki zadecydowali sędziowie, którzy nie przyznali zwycięstwa żadnemu z zawodników i orzekli remis. Po walce ogłosił zakończenie sportowej kariery.

## Kariera MMA
W listopadzie 2010 roku podpisał kontrakt z organizacją Konfrontacja Sztuk Walki na występy w mieszanych sztukach walki (MMA).
Zadebiutował 19 marca 2011 roku podczas gali KSW 15 w Warszawie, gdy pokonał przez techniczny nokaut Marcina Bartkiewicza (walka została przerwana z powodu rozcięcia na głowie Bartkiewicza).
Dwa miesiące później, na KSW 16 Różalski po raz kolejny tryumfował z powodu kontuzji rywala, gdy walczący z nim Rosjanin Siergiej Szemietow doznał urazu ręki.
25 lutego 2012 roku w walce wieczoru na gali KSW 18: Unfinished Sympathy przegrał w pierwszej rundzie z Holendrem Valentijnem Overeemem Jego pierwotnym rywalem na tym wydarzeniu miał być Jérôme Le Banner, jednak ten na kilka dni przed walką wycofał się z powodu kontuzji torebki stawowej.
28 września 2013 roku na KSW 24: Starcie Gigantów poddał innego kickboksera Pawła Słowińskiego duszeniem zza pleców w 1. rundzie. Po walce został nagrodzony przez organizację pierwszym bonusem finansowym za najlepsze poddanie wieczoru.
22 marca 2014 roku podczas KSW 26: Materla vs. Silva III zmierzył się z Nickiem Rossboroughem. W drugiej rundzie zwyciężył przez techniczny nokaut.
4 października 2014 roku na KSW 28: Fighters Den przegrał przez poddanie z Peterem Grahamem z powodu kontuzji kolana. Przed walką 27 maja 2016 z Mariuszem Pudzianowskim waga Różalskiego wynosiła 114,8 kg.
27 maja 2016 na KSW 35: Khalidov vs. Karaoglu zmierzył się z byłym strongmanem, Mariuszem Pudzianowskim. W drugiej rundzie zwyciężył przez poddanie. Różalski za swój występ został wyróżniony drugim bonusem w kategorii poddanie wieczoru.
Rok później 27 maja 2017 podczas KSW 39, które odbyło się na Stadionie Narodowym znokautował ówczesnego mistrza KSW wagi ciężkiej Fernando Rodriguesa Jr. w 16 sekundzie starcia, odbierając mu tym samym mistrzostwo. Jak sam wyznał, cała akcja, która można było zobaczyć w oktagonie była trenowana specjalnie pod rywala. Po zwycięstwie i zdobyciu pasa mistrzowskiego Różalski ogłosił niemal od razu, że pas zostanie zwakowany ze względu na brak jego [Różalskiego] zainteresowania pasami. Oficjalnie pas zwakował w lipcu, wręczając go właścicielowi federacji KSW, Maciejowi Kawulskiemu.
1 marca 2019 roku zakończył sportową karierę. 7 września 2020 na oficjalnym kanale KSW (na serwisie YouTube) został opublikowany film pt. „On wraca...”, który miał sugerować powrót Różala do klatki KSW. Trzy następne dni później na ten kanał zostało dodane kolejne wideo, potwierdzające powrót Różalskiego, jednak nie do największej polskiej organizacji, a do nowo powstałej Genesis, w której stoczył pojedynek na gołe pięści.

## Boks
W czerwcu 2002 roku w Płocku stoczył jedyną w swej karierze zawodową walkę bokserską, gdy pokonał przez techniczny nokaut w 3. rundzie Pawła Newazila.

## Boks na gołe pięści
23 października 2020 roku w powrocie do walk stoczył swój pierwszy pojedynek w formule boksu na gołe pięści z możliwością używania uderzeń łokciami, podczas pierwszej gali nowo powstałej organizacji Genesis. Walkę przegrał z byłym mistrzem UFC − Joshem Barnettem, gdyż nie był zdolny wyjść do trzeciej rundy.

## Osiągnięcia

### Kick-boxing[42]
- 6-krotny amatorski mistrz Polski w kickboxingu
- amatorski wicemistrz Europy w kickboxingu
- 2005: zawodowy mistrz Polski w boksie tajskim
- 2006: K-1 European League − finalista turnieju
- 2006: II Grand Prix Polski − 1. miejsce w turnieju wagi ciężkiej
- 2007: międzynarodowy mistrz Polski w wadze ciężkiej, formuła K-1[43]
- 2007: mistrz świata ISKA w wadze ciężkiej, formuła K-1
- 2007: K-1 Poland Grand Prix − finalista turnieju wagi ciężkiej
- 2008: mistrz świata WKA w wadze superciężkiej, formuła K-1
- 2009: ćwierćfinalista K-1 World Grand Prix 2009 w Łodzi

### Mieszane sztuki walki
- 2017: międzynarodowy mistrz KSW w wadze ciężkiej

## Lista zawodowych walk w kick-boxingu
| Wynik     | Bilans | Przeciwnik          | Rozstrzygnięcie                          | Runda | Czas | Rozgrywki                        | Data       | Miejsce              | Uwagi                                                                     |
| Remis     | 22-9-2 | Mariusz Wach        | Remis                                    | 3     | 3:00 | Strike King 3: Różalski vs. Wach | 11.10.2024 | Piotrków Trybunalski | Walka w wadze open. Main Event                                            |
| Przegrana | 22-9-1 | Errol Zimmerman     | TKO (cztery nokdauny)                    | 2     | 1:26 | KSW 71: Ziółkowski vs. Rajewski  | 18.06.2022 | Toruń                | Walka w formule K-1 w rękawicach do MMA. Co-Main Event                    |
| Wygrana   | 22-8-1 | Peter Graham        | Decyzja (jednogłośna)                    | 3     | 3:00 | DSF Kickboxing Challenge 14      | 13.04.2018 | Warszawa             | Debiut w DSF Kickboxing Challenge                                         |
| Wygrana   | 21-8-1 | Yong Soo Park       | KO (kopnięcie w korpus)                  | 3     | 0:32 | K-1 World GP 2009 in Lodz        | 23.05.2009 | Łódź                 | Ćwierćfinał turnieju K-1 World GP 2009                                    |
| Wygrana   | 20-8-1 | Mitat Tahirsylaj    | Decyzja                                  | 5     | 3:00 | Angels of Fire III               | 08.03.2008 | Płock                | Został mistrzem świata WKA w wadze superciężkiej                          |
| Przegrana | 19-8-1 | Gregory Tony        | Decyzja                                  | 3     | 3:00 | Angels of Fire II                | 27.10.2007 | Płock                |                                                                           |
| Przegrana | 19-7-1 | Patrice Quarteron   | TKO (cios kolanem)                       | 3     | 2:20 | A-1 World Combat Cup             | 14.07.2007 | Turcja               |                                                                           |
| Przegrana | 19-6-1 | Łukasz Jarosz       | TKO (niskie kopnięcia)                   | 2     | 1:35 | K-1 Poland Grand Prix 2007       | 09.06.2007 | Nowy Targ            | Przegrał w finale turnieju K-1 Poland Grand Prix 2007                     |
| Wygrana   | 19-5-1 | Siarhiej Hur        | Decyzja                                  | 4     | 3:00 | K-1 Poland Grand Prix 2007       | 09.06.2007 | Nowy Targ            | Półfinał turnieju K-1 Poland Grand Prix 2007                              |
| Wygrana   | 18-5-1 | Roman Kleibl        | KO (prawy sierpowy)                      | 3     | 0:44 | K-1 Poland Grand Prix 2007       | 09.06.2007 | Nowy Targ            | Ćwierćfinał turnieju K-1 Poland Grand Prix 2007                           |
| Przegrana | 17-5-1 | Siarhiej Hur        | Decyzja                                  | 3     | 3:00 | K-1 Italy Oktagon 2007           | 14.04.2007 | Mediolan             | Przegrał w ćwierćfinale turnieju K-1 Italy Oktagon                        |
| Wygrana   | 17-4-1 | Yahya Gülay         | TKO (poddanie przez narożnik)            | 5     | 2:00 | Angels of Fire                   | 03.03.2007 | Płock                | Został mistrzem świata ISKA w wadze ciężkiej, formuła K-1                 |
| Wygrana   | 16-4-1 | David Keclik        | Decyzja                                  | 3     | 3:00 | Night of Glory                   | 06.01.2007 | Nowy Targ            | Został międzynarodowym mistrzem Polski w wadze ciężkiej, formuła K-1      |
| Wygrana   | 15-4-1 | Abdullah Selam      | KO (wysokie kopnięcie i ciosy pięściami) | 1     | 1:37 | A-1 Final                        | 04.11.2006 | Stambuł              |                                                                           |
| Wygrana   | 14-4-1 | Andrej Zurawkow     | Decyzja                                  | 3     | 3:00 | K-1 Fighting Network RIGA        | 04.11.2006 | Ryga                 |                                                                           |
| Wygrana   | 13-4-1 | Rick Roufus         | Decyzja                                  | 3     | 3:00 | Best of the Best II              | 13.05.2006 | Warszawa             |                                                                           |
| Wygrana   | 12-4-1 | Rafał Petertil      | TKO (przerwanie przez narożnik)          | 1     | 3:00 | II Grand Prix Polski             | 04.03.2006 | Wrocław              | Wygrał II Grand Prix Polski                                               |
| Wygrana   | 11-4-1 | Artur Kowalczyk     | TKO (cios pięścią)                       | 1     | 2:24 | II Grand Prix Polski             | 04.03.2006 | Wrocław              | Półfinał II Grand Prix Polski                                             |
| Wygrana   | 10-4-1 | Mariusz Kornacki    | TKO                                      | 2     | 3:00 | II Grand Prix Polski             | 04.03.2006 | Wrocław              | Ćwierćfinał II Grand Prix Polski                                          |
| Wygrana   | 9-4-1  | Ante Varnica        | Decyzja                                  | 4     | 3:00 | K-1 European League 2006         | 17.02.2006 | Budapeszt            | Z powodu kontuzji nie wystąpił w finale turnieju K-1 European League 2006 |
| Wygrana   | 8-4-1  | Brunner Tihamer     | Decyzja                                  | 3     | 3:00 | K-1 European League 2006         | 17.02.2006 | Budapeszt            |                                                                           |
| Przegrana | 7-4-1  | Ashwin Balrak       | Decyzja                                  | 3     | 3:00 | Fights at the Border IV          | 10.12.2005 | Lommel               | Przegrał w półfinale turnieju Fights at the Border IV                     |
| Wygrana   | 7-3-1  | Ahmet Jattari       | Decyzja                                  | 3     | 3:00 | Fights at the Border IV          | 10.12.2005 | Lommel               |                                                                           |
| Wygrana   | 6-3-1  | Krzysztof Misiaczyk | KO                                       | 2     | ?    | Gala Boksu Tajskiego             | 08.10.2005 | ?                    | Zdobył tytuł mistrza Polski w boksie tajskim                              |
| Remis     | 5-3-1  | Birol Topuz         | Remis                                    | 3     | ?    | A-1 Stambuł Turcja vs. Świata    | 01.10.2005 | Stambuł              |                                                                           |
| Wygrana   | 5-3    | Karl Dubus          | TKO                                      | 3     | 3:00 | A-1 World Combat Cup             | 30.04.2005 | Lyon                 |                                                                           |
| Przegrana | 4-3    | Przemysław Saleta   | Decyzja                                  | 3     | 3:00 | Boxing Europe & Glormax          | 27.02.2005 | Włocławek            |                                                                           |
| Wygrana   | 4-2    | Damian Garcia       | TKO                                      | 2     | ?    | K-1 MAX Spain 2004               | 18.12.2004 | Guadalajara          |                                                                           |
| Przegrana | 3-2    | Cheick Kongo        | TKO (ciosy kolanami)                     | 3     | ?    | Muay Thai Tournament             | 25.09.2004 | Paryż                |                                                                           |
| Wygrana   | 3-1    | Wasiliew            | TKO (przerwanie przez narożnik)          | 6     | ?    | Turniej Muay Thai                | 02.07.2004 | Kłajpeda             |                                                                           |
| Wygrana   | 2-1    | Claudius Agape      | KO (wysokie kopnięcie)                   | 1     | 0:30 | Ultimate Thai 2                  | 28.02.2004 | Massy                |                                                                           |
| Przegrana | 1-1    | Rafał Petertil      | Decyzja                                  | 3     | 3:00 | Grand Prix Polski                | ??.??.2004 | Wrocław              | Przegrał w półfinale Grand Prix Polski                                    |
| Wygrana   | 1-0    | ?                   | ?                                        | ?     | ?    | Grand Prix Polski                | ??.??.2004 | Wrocław              | Debiut w zawodowym kick-boxingu. Ćwierćfinał Grand Prix Polski            |

## Lista zawodowych walk w MMA
| Wynik     | Bilans | Przeciwnik (bilans przed walką)  | Rozstrzygnięcie                | Runda | Czas | Rozgrywki                       | Data       | Miejsce      | Uwagi                                                                            |
| --------- | ------ | -------------------------------- | ------------------------------ | ----- | ---- | ------------------------------- | ---------- | ------------ | -------------------------------------------------------------------------------- |
| Wygrana   | 7-4    | Fernando Rodrigues Jr. (11-2)    | KO (lewy i prawy sierpowy)     | 1     | 0:16 | KSW 39: Colosseum               | 27.05.2017 | Warszawa     | Zdobył międzynarodowe mistrzostwo KSW w wadze ciężkiej. Bonus za nokaut wieczoru |
| Wygrana   | 6-4    | Mariusz Pudzianowski (9-4. 1 NC) | Poddanie (duszenie gilotynowe) | 2     | 1:46 | KSW 35: Khalidov vs. Karaoglu   | 27.05.2016 | Gdańsk/Sopot | Bonus za poddanie wieczoru                                                       |
| Przegrana | 5-4    | James McSweeney (14-13)          | Poddanie (duszenie zza pleców) | 1     | 2:16 | KSW 32: Road to Wembley         | 31.10.2015 | Londyn       |                                                                                  |
| Przegrana | 5-3    | Peter Graham (10-7)              | Poddanie (kontuzja kolana)     | 2     | 0:43 | KSW 28: Fighters Den            | 04.10.2014 | Szczecin     |                                                                                  |
| Wygrana   | 5-2    | Nick Rossborough (24-17)         | TKO (ciosy pięściami)          | 2     | 4:36 | KSW 26: Materla vs. Silva III   | 22.03.2014 | Warszawa     |                                                                                  |
| Wygrana   | 4-2    | Paweł Słowiński (1-0)            | Poddanie (duszenie zza pleców) | 1     | 4:32 | KSW 24: Starcie Gigantów        | 28.09.2013 | Łódź         | Bonus za poddanie wieczoru                                                       |
| Wygrana   | 3-2    | Rodney Glunder (24-19-3)         | Decyzja (jednogłośna)          | 3     | 5:00 | KSW 20: Symfonia Walki          | 15.09.2012 | Gdańsk/Sopot |                                                                                  |
| Przegrana | 2-2    | Salimgiriej Rasułow (8-5)        | Decyzja (jednogłośna)          | 3     | 3:00 | Draka 7                         | 26.05.2012 | Władywostok  | Specjalne zasady − walka w parterze tylko do 30 sekund                           |
| Przegrana | 2-1    | Valentijn Overeem (32-29)        | Poddanie (klucz na stopę)      | 1     | 2:25 | KSW 18: Unfinished Sympathy     | 25.02.2012 | Płock        |                                                                                  |
| Wygrana   | 2-0    | Siergiej Szemietow (6-6)         | TKO (kontuzja ręki)            | 1     | 1:05 | KSW 16: Khalidov vs. Lindland   | 21.05.2011 | Gdańsk/Sopot |                                                                                  |
| Wygrana   | 1-0    | Marcin Bartkiewicz (2-2)         | TKO (rozcięcie)                | 2     | 1:51 | KSW 15: Współcześni Gladiatorzy | 19.03.2011 | Warszawa     | Debiut w MMA                                                                     |

## Lista walk w boksie
| Wynik   | Bilans | Przeciwnik (bilans przed walką) | Rozstrzygnięcie | Runda | Data       | Miejsce | Uwagi           |
| ------- | ------ | ------------------------------- | --------------- | ----- | ---------- | ------- | --------------- |
| Wygrana | 1-0    | Paweł Newazil (0-0)             | TKO             | 3     | 22.06.2002 | Płock   | Debiut w boksie |

## Lista walk w boksie na gołe pięści
| Wynik     | Bilans | Przeciwnik (bilans przed walką) | Rozstrzygnięcie                          | Runda | Czas | Rozgrywki                    | Data       | Miejsce | Uwagi                                      |
| --------- | ------ | ------------------------------- | ---------------------------------------- | ----- | ---- | ---------------------------- | ---------- | ------- | ------------------------------------------ |
| Przegrana | 0-1    | Josh Barnett (0-0)              | TKO (niezdolność do kontynuowania walki) | 2     | 3:00 | Genesis 1: Różal vs. Barnett | 23.10.2020 | Łódź    | Debiut w boksie na gołe pięści. Main Event |

## Inne informacje
W 2020 roku wraz z Bartoszem Fabińskim wziął udział w reality show „Ameryka Express”.
W maju 2024 roku zapowiedział wydanie swojej biografii. Za pracę nad merytoryczną formą treści zawartych w książce odpowiada reporter Jarek Świątek. Sprzedaż książki pt. „Różal - Instrukcja Samodestrukcji” wystartowała we wrześniu.
Deklaruje się jako satanista.